# Grifola amazonica
Grifola amazonica är en svampart som beskrevs av Ryvarden 2004. Grifola amazonica ingår i släktet Grifola och familjen Meripilaceae.   Inga underarter finns listade i Catalogue of Life.